# Zhu Yanmei
Zhu Yanmei, född 16 oktober 1986, är en friidrottare från Kina. Hon deltog vid olympiska sommarspelen 2008.